# Tiếng Chứt
Tiếng Chứt (Chut, Cheut) hay tiếng Rục-Sách là một cụm phương ngữ được nói bởi dân tộc Chứt ở Việt Nam và khoảng 450 người ở tỉnh Khammouane, Lào. Nó có lẽ là ngôn ngữ Vietic gần gũi nhất với tiếng Arem.
Tiếng Chứt có hệ thống bốn âm vực giống tiếng Thavưng (phân biệt về cả cao độ). Khác với tiếng Việt, tiếng Chứt có tiền âm tiết (với một nguyên âm không nhấn), chẳng hạn như trong từ caku:4 "gấu".

## Phân bố
Tiếng Chứt được nói ở các làng sau ở Việt Nam. 
Sách
- Lâm Hóa
- Hóa Tiến
- Lâm Sum
- Hóa Hợp
- Hóa Lương
- Thượng Hóa

Mày
- Ca Oóc
- Bai Dinh
- Cha Lo

Rục
- Yên Hợp
- Phú Minh